# Плотинное (Крым)
Плоти́нное (до 1945 года Га́вро, до 1962 года Отра́дное; укр. Плотинне, крымскотат. Ğavr, Гъавр) — село в Бахчисарайском районе Республики Крым, в составе Зелёновского сельского поселения (согласно административно-территориальному делению Украины — Зелёновского сельсовета Бахчисарайского района Автономной Республики Крым).

## Население
| 2001 | 2014 |
| ---- | ---- |
| 681  | ↘663 |

Всеукраинская перепись 2001 года показала следующее распределение по носителям языка
| Язык             | Процент |
| ---------------- | ------- |
| русский          | 54.63   |
| крымскотатарский | 32.16   |
| украинский       | 9.99    |
| другие           | 0.15    |

### Динамика численности
| - 1805 год — 87 чел. - 1864 год — 240 чел. - 1886 год — 324 чел. - 1889 год — 383 чел. - 1892 год — 228 чел. - 1897 год — 525 чел. - 1902 год — 417 чел. - 1915 год — 488/14 чел. | - 1926 год — 831 чел. - 1939 год — 768 чел. - 1944 год — 812 чел. - 1989 год — 632 чел. - 2001 год — 671 чел. - 2009 год — 638 чел. - 2014 год — 663 чел. |

## Современное состояние
В Плотинном 10 улиц, 227 дворов в которых, по данным сельсовета на 2009 год, проживало 638 человек, площадь — 53 гектара. В селе действуют фельдшерско-акушерский пункт, Дома культуры. Плотинное связано автобусным сообщением с Бахчисараем, Севастополем и Симферополем.

## География
Плотинное расположено на востоке района, в верховьях долины на обоих берегах реки Бельбек, у западного склона массива Бойка Главной гряды Крымских гор, высота центра села над уровнем моря 275 м. Территориально село находится на автодороге 35Н-063 (по украинской классификации — С-0-10225) от шоссе 35К-020 Бахчисарай — Ялта. Расстояние до Бахчисарая около 31 километра, ближайшая железнодорожная станция — Сирень, примерно в 23 километрах. Соседние сёла: Нагорное (1,5 км), Зелёное (3 км), Аромат в 4 километрах.

## Название
Александр Львович Бертье-Делагард, а за ним Арсений Маркевич, полагали, что топоним выводится из греческих слов «дерзкий», либо «горный»; существует также версия происхождения названия от фамилии династии владелей Мангупа Гаврасов.

## История
Историческое название Плотинного — Гавро. Возникновение села, исходя из имеющихся результатов археологических раскопок, относится к VIII веку, затем, в XI веке, был короткий период упадка, и новый подъём, связанный с вхождением (не позже XII века) в княжество Феодоро. Населяли в то время долину Бельбека потомки готов, смешавшиеся с местным населением, принявшими в IV веке, стараниями Иоанна Златоуста, православие.
Деревня, видимо, входила в личную вотчину местных мангупских феодалов Гаврасов (или с похожей фамилией). Писатель краевед Татьяна Фадеева считала, что это была личная вотчина владелей Мангупа, но современные историки отрицают наличие в княжестве такой династии.
После падения княжества в 1475 году селение, было включено в Мангупский кадылык Кефинского эялета Османской империи. Впервые в исторических документах встречается в налоговых ведомостях 1634 года, согласно которым в селении числилось 2 двора немусульман. Документальное упоминание селения встречается в «Османском реестре земельных владений Южного Крыма 1680-х годов», согласно которому в 1686 году (1097 год хиджры) Гаври входил в Мангупский кадылык эялета Кефе. Всего упомянуто 22 землевладельца, из которых 5 иноверцев и трое мусульман имеют явно греческие имена (Пейами, сын Истилаки, Йорги, сын Тодори и Христодол, сын Параскевы), владевших 2832,5 дёнюмами земли. После обретением ханством независимости по Кючук-Кайнарджийскому мирному договору 1774 года «повелительным актом» Шагин-Гирея 1775 года селение было включено в Крымское ханство в состав Бакчи-сарайского каймаканства Мангупскаго кадылыка, что зафиксировано и в Камеральном описании Крыма 1784 года (как две деревни Гаврыл и Другой Гаврыл) — приходы-маале большого селения.
(8) 19 апреля 1783 года Крым был присоединён к России. К тому времени греков в Гавро, видимо, не осталось, потому что в документах о выселении христиан из Крыма деревня не упоминается. Это была большая мусульманская деревня, в которой даже действовало медресе (средняя школа и семинария одновременно) (к началу XX века оно уже лежало в руинах).
После присоединения Крыма к России, (8) 19 февраля 1784 года, именным указом Екатерины II сенату, на территории бывшего Крымского Ханства была образована Таврическая область и деревня была приписана к Симферопольскому уезду. После Павловских реформ, с 1796 по 1802 год, входила в Акмечетский уезд Новороссийской губернии. По новому административному делению, после создания 8 (20) октября 1802 года Таврической губернии, Гавро был включён в состав Махульдурской волости Симферопольского уезда.
По Ведомости о всех селениях в Симферопольском уезде состоящих с показанием в которой волости сколько числом дворов и душ… от 9 октября 1805 года, в деревне записано 15 дворов с 87 крымскими татарами. На карте генерал-майора Мухина 1817 года дворов обозначено уже 20. После реформы волостного деления 1829 года Гавро, согласно «Ведомости о казённых волостях Таврической губернии 1829 года», переподчинили Озенбашской волости.
Именным указом Николая I от 23 марта(по старому стилю) 1838 года, 15 апреля был образован новый Ялтинский уезд и деревню включили во вновь образованную Богатырскую волость. На карте 1836 года в деревне 57 дворов, как и на карте 1842 года.
В 1860-х годах, после земской реформы Александра II, деревня осталась в составе преобразованной Богатырской волости. В «Списке населённых мест Таврической губернии» 1864 года, по результатам VIII ревизии, в Гавро записано 40 дворов с 240 жителями, в деревне было 2 мечети, к ней же причисляли волостное правление и местную (обывательскую) почтовую станцию, хотя они находились в паре вёрст от Гавро, на месте нынешнего села Аромат, а на трёхверстовой карте Шуберта 1865—1876 года дворов в деревне обозначено 58. На 1886 год в деревне, согласно справочнику «Волости и важнѣйшія селенія Европейской Россіи», проживало 324 человека в 55 домохозяйствах, имелось волостное правление, действовали 2 мечети, школа, аптека и 2 лавки. В Памятной книге Таврической губернии 1889 года, отражающей результаты Х ревизии 1887 года, в Гавро числилось 83 двора и 383 жителя, на верстовой карте 1890 года дворов — 63, населённых крымскими татарами.

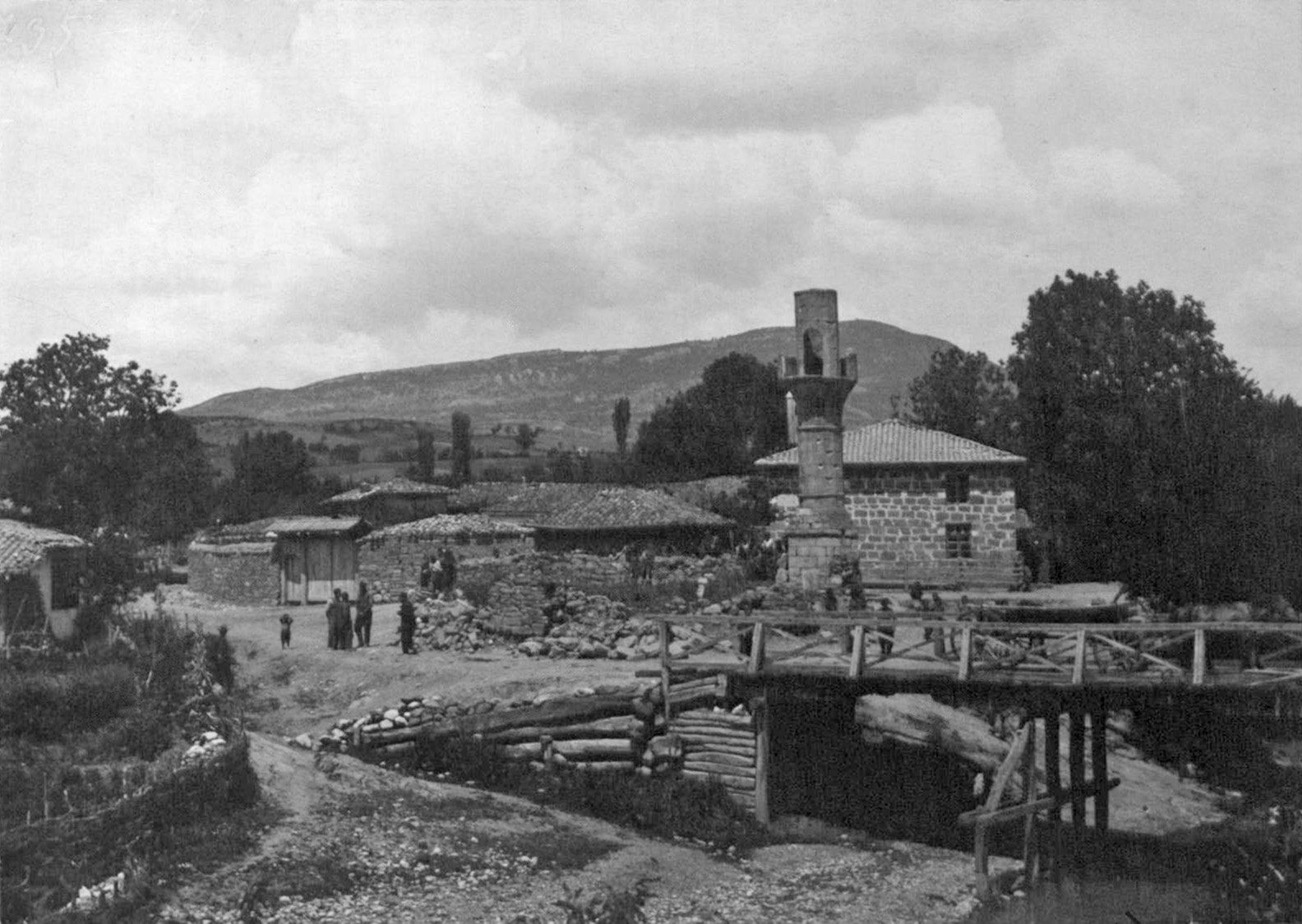
Развалины старой мечети, 1925 год.
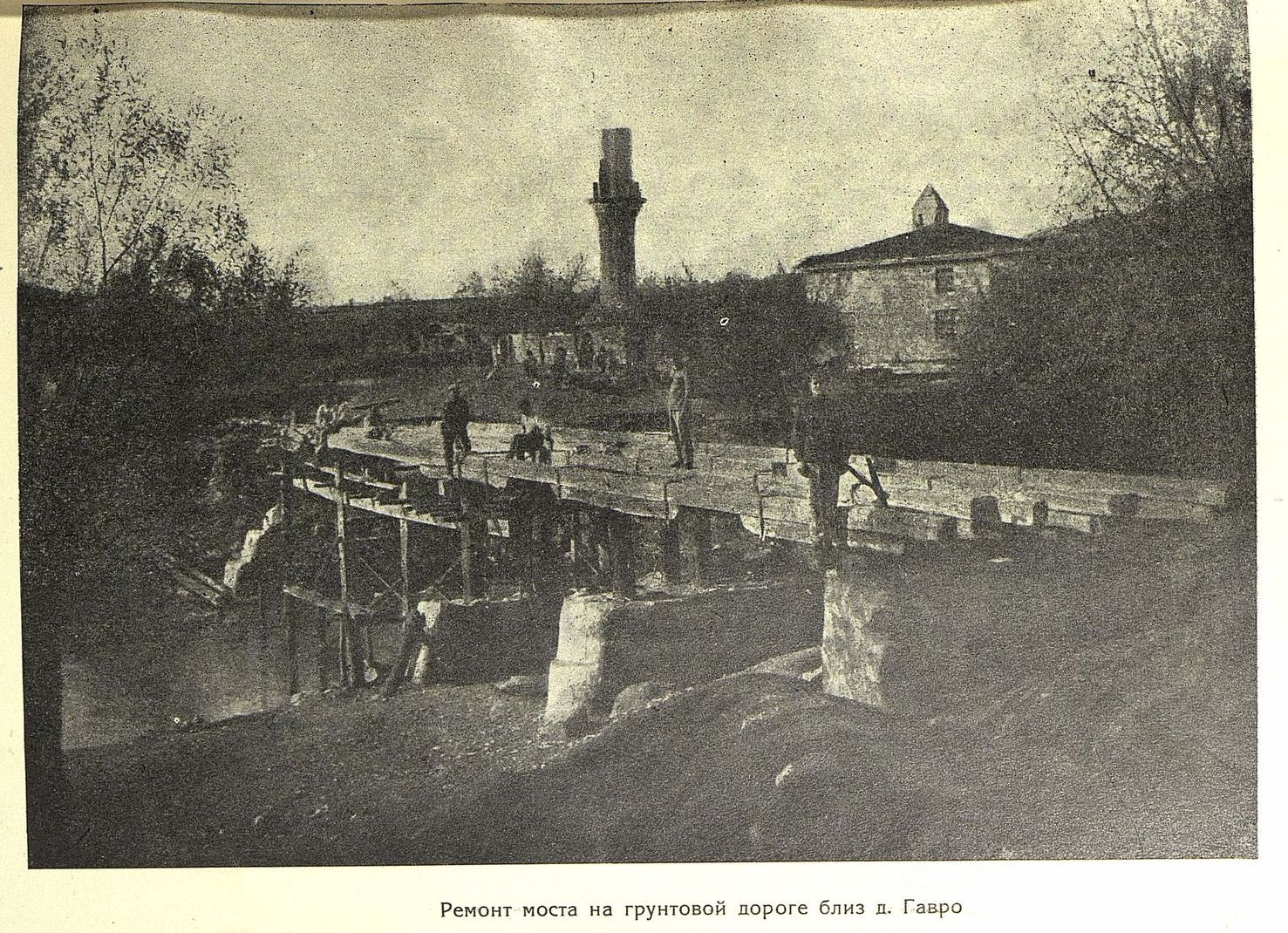
Ремонт моста в деревне, 1925 год.
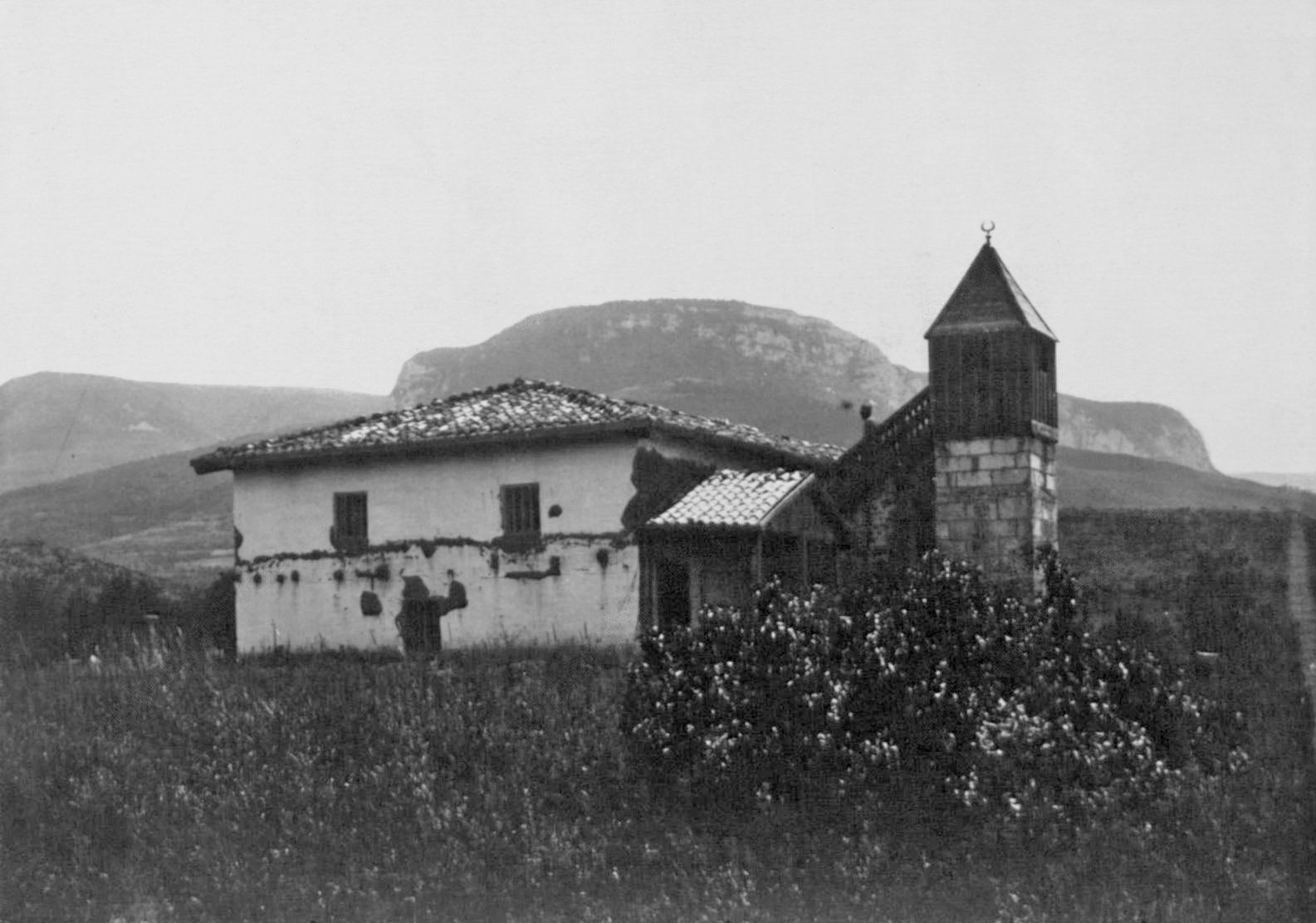
Мечеть в деревне Гавро, Крым, 1926 год.

После земской реформы 1890-х годов деревня осталась в составе Богатырской волости. Согласно «…Памятной книжке Таврической губернии на 1892 год», в деревне Гавро, входившей в Гавринское сельское общество, было 228 жителей в 49 домохозяйствах, владевших 160 десятинами и 542 кв. саженями собственной земли. По всероссийской переписи 1897 года, в селе насчитывалось 525 жителей, из них мусульман (то есть — крымских татар) 516. По «…Памятной книжке Таврической губернии на 1902 год» в деревне числилось 417 жителей в 62 дворах, владевших 160 десятинами в личном владении отдельно каждого домохозяина под фруктовым садом, сенокосами и пашнями. В путеводителе 1902 года А. Я. Безчинского отмечалось наличие в селении  остатков старинной мечети в высшей степени оригинальной архитектуры и земский мост через реку Бельбек. В 1911 году в деревне было начато строительство нового здания мектеба. На 1914 год в селении действовала земская школа. По Статистическому справочнику Таврической губернии. Ч.II-я. Статистический очерк, выпуск восьмой Ялтинский уезд, 1915 год, в селе Гавро Богатырской волости Ялтинского уезда, числилось 98 дворов с татарским населением в количестве 488 человек приписных жителей и 14 — «посторонних». Во владении было 464 десятины земли, с землёй были 78 дворов и 20 безземельных. В хозяйствах имелось 60 лошадей, 20 волов, 54 коровы, 86 телят и жеребят и 40 голов мелкого скота и имение некоего эфенди Зекирья.
После установления в Крыму Советской власти, по постановлению Крымревкома от 8 января 1921 года была упразднена волостная система и село вошло в состав Коккозского района Ялтинского уезда (округа). Постановлением Крымского ЦИК и Совнаркома от 4 апреля 1922 года Коккозский район был выделен из Ялтинского округа и сёла переданы в состав Бахчисарайского района Симферопольского округа. 11 октября 1923 года, согласно постановлению ВЦИК, в административное деление Крымской АССР были внесены изменения, в результате которых округа (уезды) были ликвидированы, Бахчисарайский район стал самостоятельной единицей и село включили в его состав. Согласно Списку населённых пунктов Крымской АССР по Всесоюзной переписи 17 декабря 1926 года, в селе Гавро, центре Гавринского сельсовета Бахчисарайского района, имелось 186 дворов, из них 182 крестьянских, население составляло 831 человек (358 мужчин и 473 женщины). В национальном отношении учтено: 667 татар, 21 русский, 98 украинцев, 38 турок, 1 немец, 1 грек, 5 евреев, действовала татарская школа. В 1935 году был создан новый Фотисальский район, в том же году (по просьбе жителей), переименованный Куйбышевский, которому переподчинили село. По данным всесоюзной переписи населения 1939 года в селе проживало 768 человек.
После освобождения Крыма, согласно Постановлению ГКО № 5859 от 11 мая 1944 года 18 мая 1944 года почти все жители Гавро были выселены в Среднюю Азию. На май того года в селе учтено 812 жителей (182 семьи), из них 771 человек крымских татар, 15 русских и 2 украинца; было принято на учёт 160 домов спецпереселенцев. 12 августа 1944 года было принято постановление № ГОКО-6372с «О переселении колхозников в районы Крыма», по которому в район из сёл УССР планировалось переселить 9000 колхозников и в сентябре 1944 года в район приехали первые новоселы (2349 семей) из различных областей Украины, а в начале 1950-х годов, также с Украины, последовала вторая волна переселенцев.
Согласно указу Президиума Верховного Совета РСФСР 21 августа 1945 года село Гавро было переименовано в Отрадное, а Гавринский сельсовет — в Отрадненский. С 25 июня 1946 года Отрадное в составе Крымской области РСФСР, а 26 апреля 1954 года Крымская область была передана из состава РСФСР в состав УССР. Время упразднения сельсовета пока не установлено: на 15 июня 1960 года село числилось в составе Зелёновского сельсовета.
Указом Президиума Верховного Совета УССР «Об укрупнении сельских районов Крымской области», от 30 декабря 1962 года Куйбышевский район был упразднён и село присоединили к Бахчисарайскому. В свете того же указа Отрадное, во избежание дублирования с уже имевшимся в районе Отрадным, переименовали в Плотинное. По данным переписи 1989 года в селе проживало 632 человека. С 12 февраля 1991 года село в восстановленной Крымской АССР, 26 февраля 1992 года переименованной в Автономную Республику Крым. С 21 марта 2014 года в составе Крыма аннексировано Россией.